# Volk Sivor

## O delu
Volk Sivor je mladinsko književno delo pisatelja Josipa Brinarja. 
Josip Brinar je v svojem času bivanja na Notranjskem rad spoznaval to deželo in lovil po tamkašnjih gozdovih, zato je v tem mladinskem delu prepoznati veliko pisateljevega znanja o Notranjskem in o živalih.
Knjiga je razdeljena na osem poglavij: 1. Volk Sivor, strah Notranjske, 2. Sivorjeva mladost, 3. Za jelenom, 4. Suhajužna v škripcih, 5. Pred prižnicami, 6. Pri polharjih, 7. Volčja koliba, 8. Sivor in Sivora. Po osmih poglavjih, ko bralec pričakuje že konec zgodbe,  se pojavi nov naslov: Luč z Nanosa.  Pod tem naslovom je predstavljena zgodba posamezne družine, katera sreča ponovno »obujenega« glavnega lika te knjige.

## Vsebina
Volk Sivor je bil neustrašni volk, ki je bil strah in trepet na Notranjskem, saj je plenil domače živali in nikoli ni bil kaznovan za svojo predrznost. Doma so starši strašili otroke pred volkom in mu pripisovali nekakšno posebno čast, ki si jo je sam zaslužil s pogumnimi in pametnimi podvigi. 
Na začetku knjige je predstavljena zgodba o Sivorjevem otroštvu. Namreč Sivor ni bil vedno tak trepet in strah človeku, saj je Sivor svojo mladost prživel pri pastirju Gregi. Namreč pastir Grega je ubil Sivorjevo mamo in njene mladiče, ostal je le en mladič, katerega je Gregatova psička Risa vzela za svojega. Ko je Grega videl, kako je njegova psička srečna z novim mladičem, ga je tudi sam vzljubil in ji pustil, da je odraščal pri njem doma. Ko je volk odrastel so mu zadišale Gregatove ovce, zato je napadel eno in zbežal z njo v gozd od koder se ni več vrnil. Tako je Sivor nadaljeval svoje morilske pohode na živali in tudi ljudi se ni bal napasti. 
Ko je strašno početje volka prišlo na uho neustrašni Suhijužni, je sklenil da sam naredi nekaj na tem. Vpregel je svojega konja, vzel puško in oddirjal v gozd na lov za  Sivorjem. Toda ko je le-ta prišel, je napadel konja in Suhajužina se je komaj rešil. Tako je Sivor zopet pokazal svojo moč. 
Toda Suhajužina ni hotel pustiti te moči volku, zato je sklenil da na vasi naredijo načrt kako ubiti volka. Dal je pobudo da se naredijo opazovalnice v krošnjah dreves in pod njih se nastavi »past«. Vendar vsakokrat ko so nastavili pasti, je Sivor vedel kdaj mora iti po svoj plen, zato ga ni nihče prestregel. Sivorjeva moč nad človekom se je iz dneva v dan povečevala. Zato so se tudi ljudje še pogosteje pogovarjali o tem neustrašnem volku. 
Nekega dne so se polharji vrnili iz lova v gozdno kočo, s polno košaro polhov. Usedli so se za mizo in si pripovedovali zgodbe o srečanjih s Sivorjem. V noči, ko so se polharji zbrali je eden izmed njih povedal, da je srečal tudi gozdnega moža, ki naj bi bil prav tako Grega. Nekega večera je prišel v kočo in zahteval hrane. Na trenutke je grozil, da bi pojedel gostitelja, zato ni hotel priti v stik s človeškim mesom.
Tako so se polharji s pripovedovanjem zamotili v hladni noči. Nace je šel ven iskati še nekaj klad, ko je videl veliko senco. Ta senca je bil volk Sivor, ki se je spravil nad sveže ulovljene polhe. Ker ni imel Nace s seboj puške, je ves preplašen opazoval Sivorja in ko je bil zrak čist odvihral nazaj v kočo ter delil še eno novo prigodo o volku s prijatelji. Tako se je končala polharska noč.
Zaradi vse večje predrznosti Sivorja so se vaščani odločili da mu nastavijo pametno past. Suhajužina je bil pobudnik, da se postavi volčja koliba, ki ima samo en vhod in se le-ta z vstopom zapre. V kočo, ki so jo naredili posebej za Sivorja so nastavili kozo in vse ostalo prepustili volku. Ko so naslednjega dne odšli pogledati kaj se je zgodilo, so videli luknjo v strehi koče. Sivor je namreč splezal na streho, naredil luknjo v strehi in si privoščil sveži zalogaj. Ljudje so bili čedalje  bolj razburjeni zaradi vse močnejšega volka. Suhajužina se je odločil, da bo poiskal Sivorjevo družico, ti. Sivoro. Kajti če volka nič ne ustavi ga bo morda to. Suhajužina in ostali vaščani so šli skupaj na lov, kjer so ulovili Sivoro in jo privlekli v vas. Tu jo je Suhajužina privezal na železno ketno in čakal, kaj se bo zgodilo. Ponoči je Sivora zelo tulila in se od daleč sporazumevala s Sivorjem. V tej žalostni noči je Sivor prišel z namenom da reši svojo družico, vendar mu to ni uspelo, saj je bila le-ta privezana. Trudil se je na vse moči, vendar naposled le obupal in se zato raje stisnil k Sivori. Ko se je zjutraj Suhajužina zbudil je zagledal mrtvo Sivoro z dvema velikima luknjama v vratu-kakršne zna narediti le Sivor. Po tem dogodku se je Sivor sam umaknil daleč v gozd in o njem ni bilo več veliko slišati.

## Luč z Nanosa
V novem naslovu v tej knjigi Luč z Nanosa je predstavljena zgodba o pridni stari Luki, ki je hodil prižigat luč v cerkev svetega Jeronima vsako noč, da so se lahko mornarji na morju varno vrnili na kopno. V noči, ko je staremu Luki umrla žena pa tega ni storil, saj je vedel da mu umira žena. Zaradi tega je umrl njegov starejši sin, ki je bil ravno tisto noč na morju in ni videl luči svetega Jeronima, da bi se lahko varno vrnil. Tako je stari Luka v eni noči izgubil kar dva človeka. Od takrat dalje je še bolj zavzeto hodil prižigat luč v cerkev. Tudi nekega dne, ko je zelo pihala burja se je starec odpravljal v svojo službo. Hčer je imela slabo slutnjo in je moledovala očeta naj ostane doma. Toda starec je ni poslušal in dejal, da mora iti prižgati luč, saj je njegov mlajši sin Tine na morju. Tako ga je Manca pustila iti. Starec je s težavo prišel do cerkve, kjer pa ga je čakal volk Sivor. Starec je zadnji čas odprl vrata in se zaklenil v cerkev. Čeprav so bila vrata slaba, so preprečila da bi volk s svojo tolpo prišel v cerkev. Starec je splezal po ozkih stopnicah do zvonika in prižgal luč. 
Pozvonil je na mali zvonec, toda zaradi močne burje se ni nič slišalo. Tako je Luka ostal v zvoniku celo noč. Ker pa starca dolgo ni bilo domov, se je Manca zbala za svojega očeta in  ga šla sama iskati. Po poti se je ustavila v gostilni, kjer je bil njen oče skoraj redni gost in prosila za pomoč. Tamkajšnji gostje so le privolili da gredo pomagat dekletu v stiski. Ko so prispeli do cerkve so ustrelili kar nekaj volkov, toda Sivor je pravočasno pobegnil v gozd. Ko so šli iskati starca Luko, so videli da je le-ta mrtev. Zaradi mrzle noči in burje je starec umrl, vendar ne zaman, saj je v tej noči luč svetega Jeronima rešila Tineta, ki je bil tisto noč na morju. O Sivorju pa ni bilo več ne duha ne sluha.
Analiza pravljice

## Pravljica
- živalska in realistična pravljica
- umetna

## Pripovedovalec
- tretjeosebni

## Književni prostor
- gozd
- vas

## Književni čas
- ni točno doočen

## Književni liki
- glavni: volk Sivor
- stranski: Grega, Suhajužina, Risa, Nace, Jernač, Sivora.

## Predstavitev lika
Volk Sivor je bil strah in trepet človeku in živalim. Bil je zelo premišljen pri svojih napadih in ni delal napak pri tem. Bil je mogočen volk, ki je dokazal da so lahko živali pametnejše in bolj prebrisane kot človek.

## Vir
Josip Brinar: Volk Sivor, knjiga izdana v Celju leta 1931, monografska publikacija, tekstovno gradivo, tiskano